# Euchloron megaera
Euchloron megaera är en fjärilsart som beskrevs av Carl von Linné 1758. Euchloron megaera ingår i släktet Euchloron och familjen svärmare. Inga underarter finns listade i Catalogue of Life.

## Bildgalleri

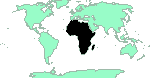